# Vrouwenmarathon van Tokio 1990
De Vrouwenmarathon van Tokio 1990 was een marathon voor eliteloopsters op zondag 9 december 1990. In deze twaalfde editie van de Tokyo International Women's Marathon kwam de Chinese Li-hua Xie als eerste over de streep, in 2:33.04. Het evenement deed dit jaar ook dienst als Japans kampioenschap op de marathon. De nationale titel werd gewonnen door Mari Tanigawa, die in de wedstrijd derde werd met een tijd van 2:34.10.

## Uitslagen
| rang   | naam                     | land | tijd    |
| ------ | ------------------------ | ---- | ------- |
| Goud   | Li-hua Xie               | CHN  | 2:33.04 |
| Zilver | Maria-Conceiçao Ferreira | POR  | 2:33.48 |
| Brons  | Mari Tanigawa            | JPN  | 2:34.10 |
| 4      | Valentina Jegorova       | URS  | 2:36.01 |
| 5      | Mi-Ja Chung              | KOR  | 2:36.41 |
| 6      | Qiu-li Yu                | CHN  | 2:37.11 |
| 7      | Manuela Machado          | POR  | 2:37.21 |
| 8      | Daniele Kaber            | LUX  | 2:37.26 |
| 9      | Lyubov Klochko           | URS  | 2:39.07 |
| 10     | Françoise Bonnet         | FRA  | 2:39.37 |
| 11     | Annette Fincke           | GER  | 2:39.46 |
| 12     | Chie Matsuda             | JPN  | 2:39.56 |
| 13     | Naoko Okuzumi            | JPN  | 2:40.27 |
| 14     | Addis Gezahegne          | ETH  | 2:41.29 |
| 15     | Agnes Sipka              | HUN  | 2:41.48 |
| 16     | Hiroko Tanaka            | JPN  | 2:43.48 |
| 17     | Yasuko Hashimoto         | JPN  | 2:44.40 |
| 18     | Aurica Buia              | ROU  | 2:45.02 |
| 19     | Shu-mei Cun              | CHN  | 2:45.51 |
| 20     | Akiko Kawano             | JPN  | 2:47.28 |
| 21     | Judit Nagy               | HUN  | 2:47.42 |
| 22     | Mifuyu Komatsu           | JPN  | 2:48.51 |
| 23     | Naoko Igarashi           | JPN  | 2:49.38 |
| 24     | Gillian Castka           | ENG  | 2:51.48 |
| 25     | Mie Yamaguchi            | JPN  | 2:52.18 |

Tokyo International Marathon (alleen mannen)

1981 · 1982 · 1983 · 1984 · 1985 · 1986 · 1987 · 1988 · 1989 · 1990 · 1991 · 1992 · 1993 · 1994 · 1995 · 1996 · 1997 · 1998 · 1999 · 2000 · 2001 · 2002 · 2003 · 2004 · 2005 · 2006

Tokyo International Women's Marathon (alleen vrouwen)

1979 · 1980 · 1981 · 1982 · 1983 · 1984 · 1985 · 1986 · 1987 · 1988 · 1989 · 1990 · 1991 · 1992 · 1993 · 1994 · 1995 · 1996 · 1997 · 1998 · 1999 · 2000 · 2001 · 2002 · 2003 · 2004 · 2005 · 2006 · 2007 · 2008

Tokyo Marathon (beide)

2007 · 2008 · 2009 · 2010 · 2011 · 2012 · 2013 · 2014 · 2015 · 2016 · 2017 · 2018 · 2019 · 2020 · 2021 · 2022 · 2023 · 2024